# 1990-es fedett pályás atlétikai Európa-bajnokság
Az 1990-es fedett pályás atlétikai Európa-bajnokságot Glasgowban, az Egyesült Királyságban rendezték március 3. és március 4. között. Ez volt a 21. fedett pályás Eb. A férfiaknál 13, a nőknél 12 versenyszám volt, új versenyszám volt a női hármasugrás. Ez volt az utolsó Eb, amelyen az addigi két legeredményesebb ország, a Szovjetunió és az NDK is részt vett. Forgács Judit 400 méteres síkfutásban bronzérmet szerzett.

## A magyar sportolók eredményei
Magyarország az Európa-bajnokságon 12 sportolóval képviseltette magát.
Érmesek
| Érem  | Versenyző     | Versenyszám | Dátum      |
| ----- | ------------- | ----------- | ---------- |
| Bronz | Forgács Judit | 400 m       | március 4. |

## Éremtáblázat
(A táblázatban Magyarország és a rendező nemzet eltérő háttérszínnel kiemelve.)
| Helyezés | Nemzet         | Arany | Ezüst | Bronz | Összesen |
| 1.       | Szovjetunió    | 9     | 5     | 2     | 16       |
| 2.       | NSZK           | 5     | 2     | 3     | 10       |
| 3.       | NDK            | 2     | 3     | 5     | 10       |
| 4.       | Franciaország  | 2     | 3     | 2     | 7        |
| 5.       | Nagy-Britannia | 2     | 1     | 2     | 5        |
| 6.       | Olaszország    | 1     | 3     | 1     | 5        |
| 7.       | Románia        | 1     | 2     | 3     | 6        |
| 8.       | Hollandia      | 1     | 1     | 1     | 3        |
| 9.       | Ausztria       | 1     | 0     | 1     | 2        |
| 9.       | Lengyelország  | 1     | 0     | 1     | 2        |
| 11.      | Spanyolország  | 0     | 2     | 1     | 3        |
| 12.      | Bulgária       | 0     | 1     | 0     | 1        |
| 12.      | Svájc          | 0     | 1     | 0     | 1        |
| 14.      | Csehszlovákia  | 0     | 0     | 1     | 1        |
| 14.      | Jugoszlávia    | 0     | 0     | 1     | 1        |
| 14.      | Magyarország   | 0     | 0     | 1     | 1        |
| 14.      | Portugália     | 0     | 0     | 1     | 1        |

## Érmesek
- WR – világrekord
- CR – Európa-bajnoki rekord
- AR – kontinens rekord
- NR – országos rekord
- PB – egyéni rekord
- WL – az adott évben aktuálisan a világ legjobb eredménye
- SB – az adott évben aktuálisan az egyéni legjobb eredmény

### Férfi
| Versenyszám      | Arany                             | Arany    | Ezüst                                | Ezüst    | Bronz                                                           | Bronz    |
| ---------------- | --------------------------------- | -------- | ------------------------------------ | -------- | --------------------------------------------------------------- | -------- |
| 60 m             | Linford Christie · Nagy-Britannia | 6,56     | Pierfrancesco Pavoni · Olaszország   | 6,59     | Jiří Valík · Csehszlovákia                                      | 6,63     |
| 200 m            | Sandro Floris · Olaszország       | 21,01    | Nikolaj Antonov · Bulgária           | 21,04    | Bruno Marie-Rose · Franciaország                                | 21,28    |
| 400 m            | Norbert Dobeleit · NSZK           | 46,08    | Jens Carlowitz · NSZK                | 46,09    | Cayetano Cornet · Spanyolország                                 | 46,01    |
| 800 m            | Tom McKean · Nagy-Britannia       | 1:46,22  | Tomás de Teresa · Spanyolország      | 1:47,22  | Zbigniew Janus · Lengyelország                                  | 1:47,37  |
| 1500 m           | Jens-Peter Herold · NDK           | 3:44,39  | Fermín Cacho · Spanyolország         | 3:44,61  | Tony Morrell · Nagy-Britannia                                   | 3:44,83  |
| 3000 m           | Eric Dubus · Franciaország        | 7:53,94  | Jacky Carlier · Franciaország        | 7:54,75  | Branko Zorko · Jugoszlávia                                      | 7:54,77  |
| 60 m gát         | Igors Kazanovs · Szovjetunió      | 7,52     | Tony Jarrett · Nagy-Britannia        | 7,58     | Florian Schwarthoff · NSZK                                      | 7,61     |
| 5000 m gyaloglás | Mihail Scsennyikov · Szovjetunió  | 19:00,62 | Giovanni De Benedictis · Olaszország | 19:02,90 | Axel Noack · NDK                                                | 19:08,36 |
| Magasugrás       | Artur Partyka · Lengyelország     | 2,33     | Arturo Ortiz · Spanyolország         | 2,30     | Dietmar Mögenburg · NSZK · Gerd Nagel · NSZK                    | 2,30     |
| Rúdugrás         | Rogyion Gataullin · Szovjetunió   | 5,80     | Grigorij Jegorov · Szovjetunió       | 5,75     | Hermann Fehringer · Ausztria · Thierry Vigneron · Franciaország | 5,70     |
| Távolugrás       | Dietmar Haaf · NSZK               | 8,11     | Emiel Mellaard · Hollandia           | 8,08     | Robert Emmijan · Szovjetunió                                    | 8,06     |
| Hármasugrás      | Igor Lapsin · Szovjetunió         | 17,14    | Oleg Szakirkin · Szovjetunió         | 16,70    | Tord Henriksson · Svédország                                    | 16,69    |
| Súlylökés        | Klaus Bodenmüller · Ausztria      | 21,03 NR | Ulf Timmermann · NDK                 | 20,43    | Oliver-Sven Buder · NDK                                         | 20,20    |

### Női
| Versenyszám      | Arany                               | Arany    | Ezüst                               | Ezüst    | Bronz                           | Bronz    |
| ---------------- | ----------------------------------- | -------- | ----------------------------------- | -------- | ------------------------------- | -------- |
| 60 m             | Ulrike Sarvari · NSZK               | 7,10     | Laurence Bily · Franciaország       | 7,13     | Nelli Fiere-Cooman · Hollandia  | 7,14     |
| 200 m            | Ulrike Sarvari · NSZK               | 22,96    | Natalja Kovtun · Szovjetunió        | 23,01    | Galina Malcsugina · Szovjetunió | 23,04    |
| 400 m            | Marina Smonyina · Szovjetunió       | 51,22    | Iolanda Oanta · Románia             | 52,22    | Forgács Judit · Magyarország    | 53,02    |
| 800 m            | Ljubov Gurina · Szovjetunió         | 2:01,63  | Sabine Zwiener · NSZK               | 2:02,23  | Lorraine Baker · Nagy-Britannia | 2:02,42  |
| 1500 m           | Doina Melinte · Románia             | 4:09,73  | Sandra Gasser · Svájc               | 4:10,13  | Violeta Beclea · Románia        | 4:10,44  |
| 3000 m           | Elly van Hulst · Hollandia          | 8:57,28  | Margareta Keszeg · Románia          | 8:57,50  | Andrea Hahmann · NDK            | 9:00,31  |
| 60 m gát         | Ljudmila Narozsilenko · Szovjetunió | 7,74     | Monique Ewanjé-Épée · Franciaország | 7,84     | Mihaela Pogacian · Románia      | 7,99     |
| 3000 m gyaloglás | Beate Anders · NDK                  | 11:59,36 | Ileana Salvador · Olaszország       | 12:18,84 | Annarita Sidoti · Olaszország   | 12:27,94 |
| Magasugrás       | Heike Redetzky · NSZK               | 2,00     | Britta Vörös · NDK                  | 1,94     | Galina Astafei · Románia        | 1,94     |
| Távolugrás       | Galina Csisztyjakova · Szovjetunió  | 6,85     | Olena Hlopotnova · Szovjetunió      | 6,74     | Helga Radtke · NDK              | 6,66     |
| Hármasugrás      | Galina Csisztyjakova · Szovjetunió  | 14,14    | Helga Radtke · NDK                  | 13,63    | Ana Oliveira · Portugália       | 13,44    |
| Súlylökés        | Claudia Losch · NSZK                | 20,64    | Natalja Liszovszkaja · Szovjetunió  | 20,35    | Grit Hammer · NDK               | 19,34    |